# Catapyrgus spelaeus
Catapyrgus spelaeus е вид охлюв от семейство Hydrobiidae. Видът не е застрашен от изчезване.

## Разпространение и местообитание
Разпространен е в Нова Зеландия (Южен остров).
Обитава сладководни басейни и потоци.